# یونیون چپل (آلاباما)
یونیون چپل (به انگلیسی: Union Chapel) یک منطقهٔ مسکونی در ایالات متحده آمریکا است که در شهرستان واکر، آلاباما واقع شده‌است. یونیون چپل ۱۳۲٫۸۹ متر بالاتر از سطح دریا واقع شده‌است.